# Doris pseudoverrucosa
Doris pseudoverrucosa is een slakkensoort uit de familie van de Dorididae. De wetenschappelijke naam van de soort werd voor het eerst geldig gepubliceerd in 1886 door Ihering.